# 宮垣元
宮垣 元（みやがき げん、1970年 - ）は、日本の社会学者。慶應義塾大学総合政策学部教授。

## 略歴
兵庫県神戸市出身。甲南大学文学部教授などを経て、2014年より現職。

## 学歴
- 1994年3月 慶應義塾大学環境情報学部 卒業
- 1996年3月 慶應義塾大学政策・メディア研究科修士課程 修了
- 2001年3月 慶應義塾大学政策・メディア研究科博士課程 修了

## 職歴
- 2001年4月 - 2004年3月 甲南大学文学部社会学科 専任講師
- 2004年4月 - 2007年3月 甲南大学文学部社会学科 助教授
- 2007年4月 - 2010年3月 甲南大学文学部社会学科 准教授
- 2005年9月 - 2006年3月 カリフォルニア大学バークレー校 客員研究員
- 2010年4月 - 2014年3月 甲南大学文学部社会学科 教授
- 2010年8月 - 2011年8月 カリフォルニア大学バークレー校 客員研究員
- 2014年4月 - 慶應義塾大学総合政策学部 教授

## 著書
- 『シェアウェア -もうひとつの経済システム』（共著、NTT出版、1998年）
- 『NPO研究の課題と展望 2000』（分担執筆8章、日本評論社、2000年）
- 『ライフデザイン白書 2002-03』（分担執筆3章、矢野恒太記念会、2001年）
- 『福祉ミックスの設計 -「第三の道」を求めて』（分担執筆4章、有斐閣、2002年）
- 『日本の産業システム7　-生活直結産業』（分担執筆7章、NTT出版、2003年）
- 『NPO解体新書 -生き方を編み直す』（分担執筆3章、公人社、2003年）
- 『総合政策学の最先端Ⅳ』（分担執筆8章、慶應義塾大学出版会、2003年）
- 『ヒューマンサービスと信頼 -福祉NPOの理論と実証』（単著、慶應義塾大学出版会、2003年）
- 『コミュニティ科学 -技術と社会のイノベーション』（共編著、勁草書房、2009年）
- 『質的調査の方法 -都市・文化・メディアの感じ方』（共編著、法律文化社、2010年）
- 『社会ネットワークのリサーチ・メソッド -つながりを調査する』（共著、ミネルヴァ書房、2010年）
- 『コミュニティの再生 経済と社会の潜在力を活かす』（共編著、中央経済社、2016年）
- 『質的調査の方法 [第2版]』（共編著、法律文化社、2016年）